# John McCusker
John McCusker (ur. 15 maja 1973) – szkocki muzyk folkowy grający na skrzypcach, tin whistle, fortepianie i cytrze. Nagrywał między innymi z Markiem Knopflerem (album Kill to Get Crimson).

## Dyskografia
- John McCusker (1995)
- Yella Hoose (2001)
- Goodnight Ginger (2004)